# 루르드의 성모

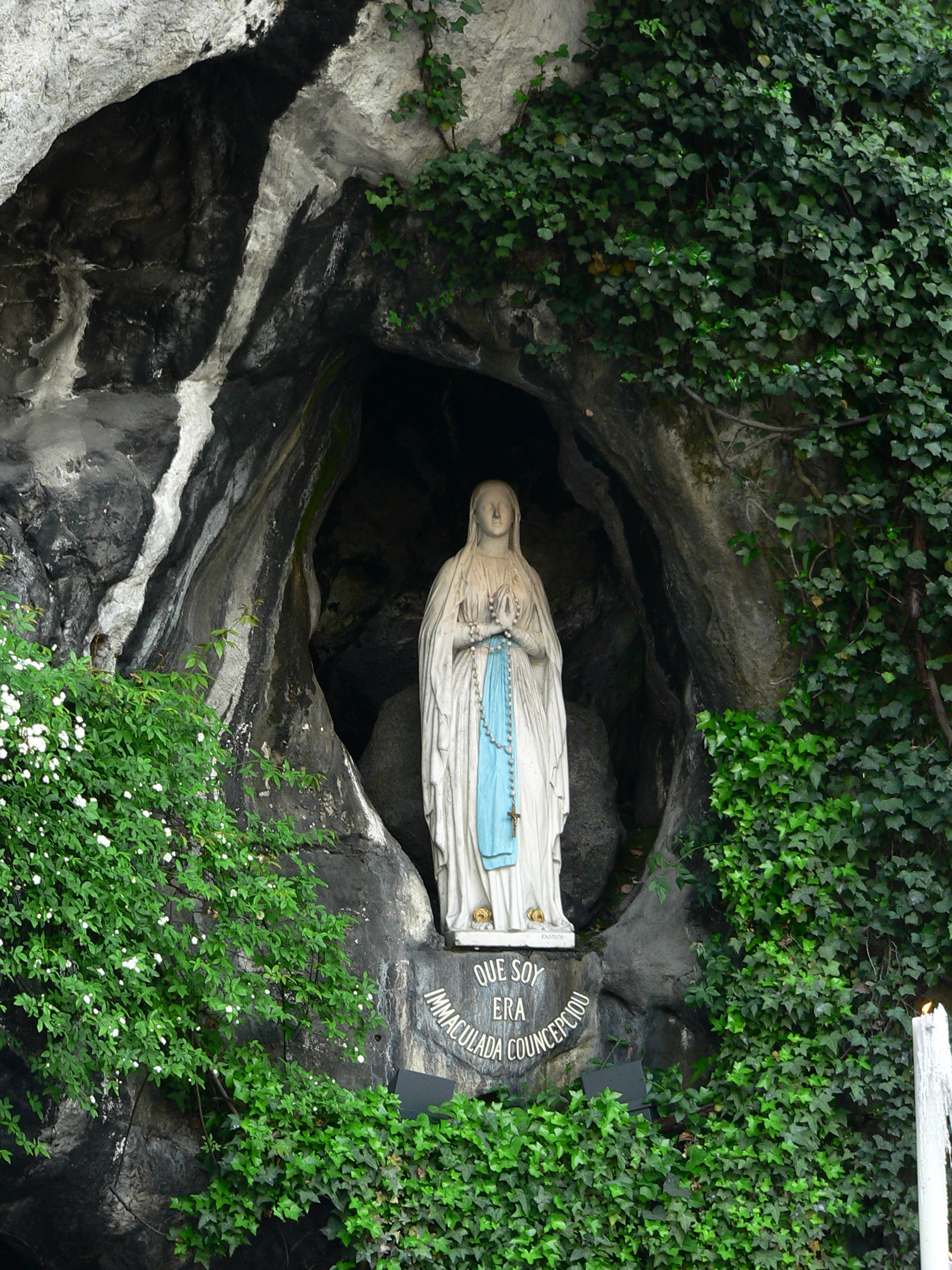
루르드의 성모상

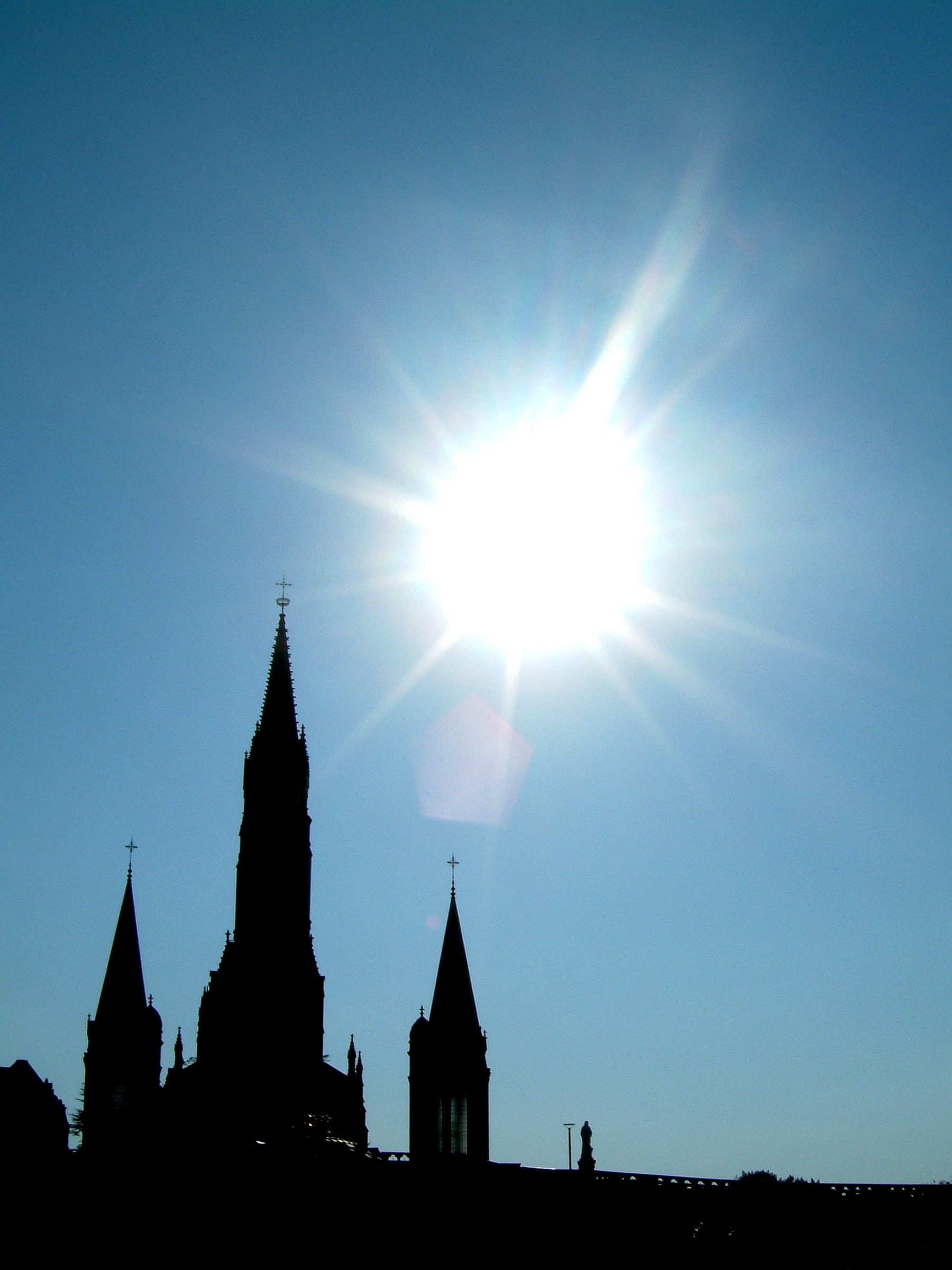
루르드의 성모 대성당

루르드의 성모(프랑스어: Notre Dame de Lourdes)는 18회에 걸쳐 나타났다고 보고된 성모 마리아를 가리키는 말이다. 루르드의 성모 발현은 1858년 2월 11일 목요일에 시작되었다. 당시 14살의 가난한 소작농 소녀였던 베르나데트 수비루의 보고에 따르면, 여동생과 친구와 같이 땔나무를 모으던 중 마을에서 멀리 떨어진 마사비엘 동굴까지 가게 되었는데, 그곳에서 정체불명의 ‘부인’을 만났다고 전해진다.
베르나데트 수비루는 사후 성녀로 시성되었으며, 많은 가톨릭 신자들은 당시 그녀가 성모 마리아를 본 것이라고 믿고 있다. 1862년 교황 비오 9세는 그 지역 주교에게 권한을 부여하여 루르드의 성모를 공경해도 좋다는 허락을 내렸다.

## 역사
1858년 2월 11일, 베르나데트 수비루는 빵과 물물교환을 하려고 투아네트, 잔 아바디 등 또래의 다른 두 소녀와 함께 약간의 땔나무와 수프 재료로 쓰일 살이 조금 붙은 뼈 등을 채집하러 돌아다녔다. 마사비엘 동굴 근처에 있는 가브 강을 건넌 두 소녀를 따라 베르나데트도 강을 건너려고 신발을 벗었을 때, 폭풍우 같은 바람 소리를 들었다. 그러나 강변의 나무와 수풀은 조금도 흔들리지 않았다. 그런데 동굴에서 갑자기 빛이 뿜어져 나왔다. 그리고 발끝까지 내려온 하얀 드레스에 하늘색 허리띠를 두르고, 하얀 베일로 머리와 어깨를 덮었으며 팔에는 묵주를 두르고 있고 발아래에는 노란 장미가 있는 모습을 한 여인이 나타났다. 베르나데트는 그 여인의 아름다운 모습에 도취하여 자기도 모르게 묵주를 꺼내 기도를 바쳤다. 베르나데트가 묵주 기도를 끝마치자, 여인은 베르나데트에게 머리를 숙여 인사한 다음 순식간에 사라졌다.
베르나데트는 이 일을 자기만이 아는 비밀로 유지하려고 노력했지만, 귀가하던 도중에 비밀을 지킨다는 조건으로 여동생에게 그 이야기를 해주었으나 그 비밀은 오래가지 못하고 결국 그녀의 부모에게 알려지고 말았다. 부모의 힐문을 받고서 그녀와 그녀의 누이는 말도 안 되는 이야기를 했다는 이유로 체벌을 받았다.
3일 후, 베르나데트는 다른 두 명의 소녀와 같이 동굴을 다시 찾았는데, 전하는 바에 따르면 베르나데트가 탈혼 상태에 빠진 것에 놀라 두 소녀가 몹시 두려워했다고 한다. 그녀들이 마을로 돌아왔을 때 베르나데트는 아직도 황홀경이 없어지지 않은 채 남아 있었다.
2월 18일, 그녀는 부인에게서 “너는 앞으로 2주 동안 매일 이 동굴에 오너라.”라는 말을 들었다. 부인은 이어서 “나는 너에게 이 세상의 행복은 약속하지 못하지만 다음 세상의 행복은 약속 하마.”라고 말했다고 전해진다. 이후 경찰과 시 당국까지 포함한 지역 전체의 관심이 이곳에 집중되었다. 부모와 경찰은 베르나데트가 더는 마사비엘레 동굴로 가지 못하도록 조치했지만, 그녀는 아랑곳하지 않고 온갖 수단과 방법을 동원해서 계속 동굴을 찾았다.
2월 25일, 부인은 작은 흙탕물을 가리키며 베르나데트에게 가서 마신 다음에 씻으라고 지시했다. 베르나데트는 부인이 지시한 대로 손으로 땅을 깊이 파헤친 후 그 물을 마시고 목욕하였다. 그러자 깨끗한 샘물이 갑자기 엄청난 양으로 나왔다. 이 소식이 방방곡곡에 알려지면서, 온갖 종류의 병을 앓는 환자들이 대거 몰려와 이 샘물을 마시거나 몸에 뿌렸다. 그 후, 많은 기적 치료가 보고되었다. 그들 가운데 7명은 1860년 베르게 교수에 의해 어떠한 의학적 설명도 불가능하다는 것이 확인되었다. 샘물을 통해 기적적으로 치유된 것으로 인정받은 첫 번째 환자는 사고 후 오른손이 기형으로 변한 여성이었다.
군중의 수가 점점 많아지자 프랑스 정부는 루르드를 점차 불안한 눈초리로 지켜보기 시작했다. 결국, 정부는 동굴을 울타리로 막고 출입 금지 구역으로 지정한 다음 누구라도 이곳에 접근하는 자는 엄중하게 처벌한다는 결정을 내렸다. 그 과정에서 루르드는 어느새 프랑스의 큰 화젯거리가 되었다. 동굴은 나폴레옹 3세 황제의 개입으로 1858년 10월 4일에 다시 일반에 개장되었다. 이와 같은 논쟁에서 교회는 전적으로 멀리 떨어져 있기로 하였다.
3월 25일, 밤중에 베르나데트는 어둠을 틈타 동굴에 겨우 도착하였다. 동굴 주위에는 울타리가 쳐져 있어 안으로 들어갈 수는 없었기에 그녀는 가브 강가에 무릎을 꿇고 동굴을 바라보았다. 잠시 후 베르나데트는 부인의 모습을 볼 수 있었다. 그녀는 세 번이나 되풀이하여 부인에게 이름을 물었으나 부인은 미소만 지을 뿐 대답이 없었다. 마침내 네 번째 물음에 그녀는 “나는 원죄 없는 잉태이다.”라는 부인의 대답을 들었다.
4월 7일 일요일 부활절 날, 베르나데트를 관찰한 의사는 그녀가 탈혼 상태에 빠졌을 때, 촛불에 손을 뻗었는데도 화상을 전혀 입지 않았다고 보고하였다. 7월 16일, 베르나데트는 동굴에 마지막으로 찾아갔다. 부인의 미소를 보고 감탄한 그녀는 나중에 “그렇게 아름다운 모습은 한 번도 본 적이 없었어요.”라고 회고했다.
지금까지 모든 과정 동안, 매우 비판적인 태도를 보였던 교회는 전국적인 질문들에 직면하자, 1858년 11월 17일에 루르드에 대한 조사위원회를 발족하기로 하였다. 1860년 1월 18일, 지역 교구장은 “동정 마리아께서는 참으로 베르나데트 수비루에게 나타나셨다.”라고 발표하였다.
오늘날 루르드는 파티마와 더불어 성모 공경의 근거지로서, 매년 세계 각국에서 4-600만 명의 순례자가 성모 마리아와 관련된 순례지 가운데 한 곳으로 자주 찾아오는 장소가 되었다. 근래의 교황들 역시 루르드를 자주 방문하였다. 베네딕토 15세, 비오 11세, 요한 23세는 주교 시절에 루르드를 찾아왔으며, 비오 12세는 교황 사절 때 루르드를 찾았다. 비오 12세는 또한 루르드의 성모 발현 100주년을 기념해 회칙 《루르드의 성지 순례》(Le Pelerinage de Lourdes)를 발표하였다. 요한 바오로 2세는 루르드를 총 세 번 방문하였다. 베네딕토 16세는 2008년 9월 15일 루르드의 성모 발현 150주년을 맞아 루르드를 찾아 미사를 거행하였다.

## 루르드 샘물
2008년 9월 12일 토요일, 프랑스 순방 중 루르드의 성모 순례지를 방문한 교황 베네딕토 16세는 마사비엘 동굴로 찾아가서 19세기식 옷차림을 한 소녀가 건네준 루르드의 샘물을 한 잔 마셨다. 1858년 2월 25일 베르나데트 수비루는 이 장소에 루르드의 성모가 나타나 샘물이 솟아났다고 설명하였다. 그날 이후 루르드에는 연간 500만 명이나 되는 순례자들이 방문하여 루르드의 성모가 베르나데트에게 “샘에 가서 그 물을 마시고 몸을 씻어라.”라고 한 명령을 따라 행하고 있다.
루르드 샘물은 기적의 샘물로 불리며 루르드에서 성모 마리아에 대한 신심을 고취하는 데 도움을 주고 있다. 발현 이후, 난치병을 앓는 많은 사람이 이곳에 와서 자신들의 치유를 갈망하며 그 물을 마시거나 몸을 씻고 있다. 그리고 루르드 당국은 루르드 샘물을 마시거나 목욕하러 찾아오는 사람 모두에게 무상으로 제공하고 있다. 매년 순례자들이 마시거나 떠가는 샘물의 양은 1만m3나 된다.
1858년 루르드의 시장 앙셀름의 의뢰에 따라 루르드 샘물에 대한 성분 분석이 이루어졌다. 그 일은 툴루즈에 사는 교수가 맡았는데, 조사 결과 샘물을 마셔도 몸에 아무런 문제가 없으며, 산소, 질소, 탄산 석회, 마그네시아, 극소량의 탄산철, 알칼리성 탄산염 또는 규산염, 칼륨과 나트륨의 염화물, 극소량의 칼륨과 소다의 황산염, 극소량의 암모니아, 극소량의 아이오딘 등의 성분을 함유하고 있는 것으로 밝혀졌다. 본질상, 수질은 매우 깨끗하며 특별한 화학 작용을 일으키지 않는 것으로 결론을 지었다.
성모 발현 이후 루르드에서는 지금까지 7천여 건의 기적 치유 사례가 보고됐다. 그러나 현재 교회가 공식적으로 인정한 기적은 총 70건(2020.02.11.현재)이다.
루르드 샘물의 기적 치유 심사는 1882년 설립된 루르드 의무국에서 실시한다. 이 의무국은 전 세계 모든 의사들에게 열려있으며, 의사들은 기적으로 병이 나은 사람들을 조사하거나 의무국 내 문서를 살펴볼 수 있다.
루르드 의무국에서는 이전에 불치병 판정을 받은 이들이 치유된 사례를 조사하고 완치 확인서를 발급하지만 결코 기적이라고 표현하지는 않는다. 또 이곳에서는 정신적 원인일 가능성이 있는 질병이 아닌 오직 육안으로 식별할 수 있고 의학적으로 입증된 기질적 질병의 치유 사례만을 제한적으로 조사한다.
기적 치유로 인정받으려면 매우 심각하고 치료하기 어렵거나 불가능한 질병으로, 회복단계가 아니며, 효과적인 약물을 사용하지 않았다는 점 등을 충족해야 한다. 또 치유는 즉각, 완전하게, 영구적으로 이뤄져야 한다.

## 성모 순례지

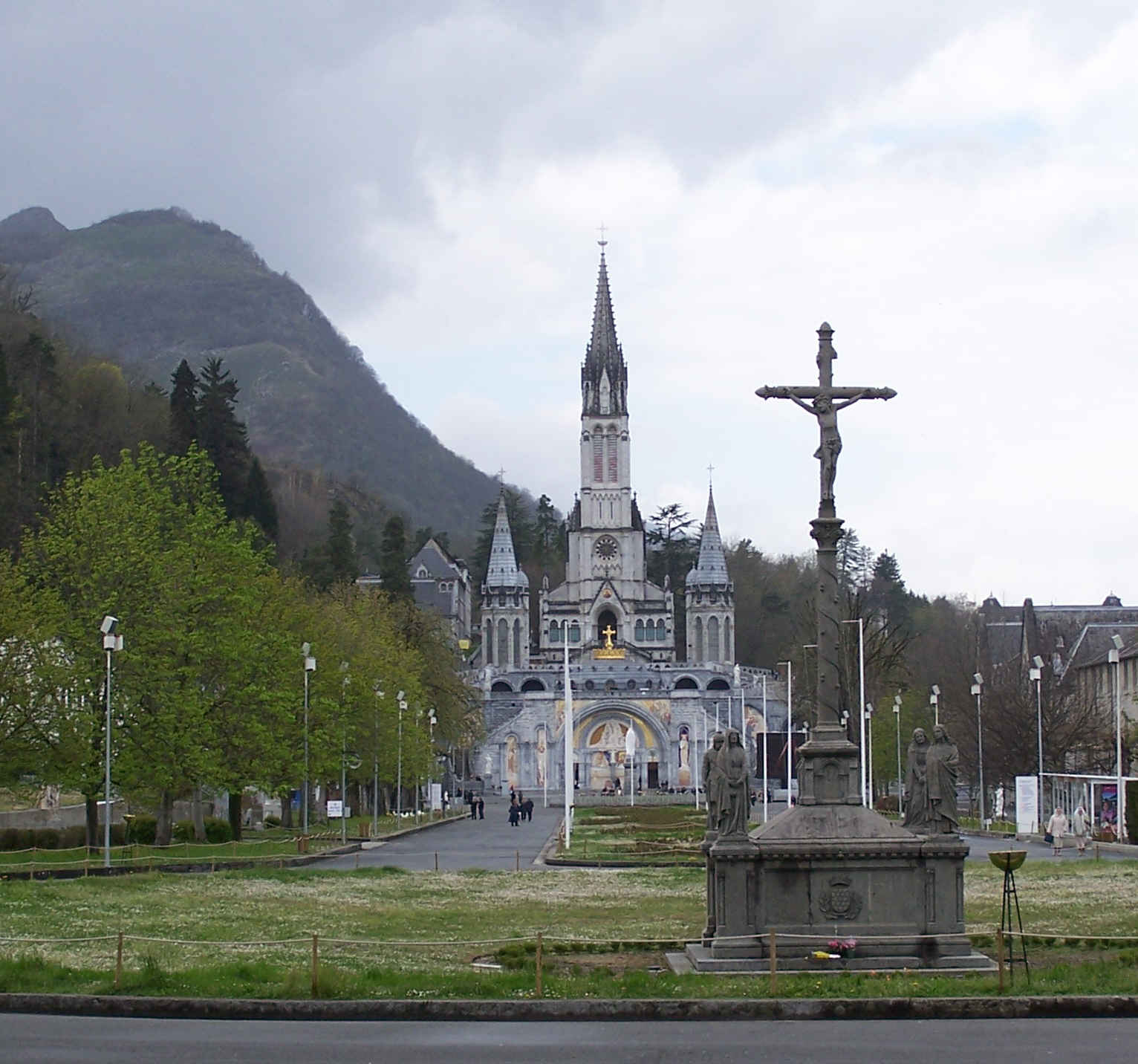
루르드의 성모 대성당

프랑스의 루르드 마을에서 성모 마리아가 발현한 성지(동굴) 부근 지역을 일컬어 루르드의 성모 순례지라고 부른다. 이 지역은 교회 측에서 직접 관리하고 있으며, 병을 앓는 순례자들과 그들을 거드는 봉사자들을 위해 마련한 진료실과 숙박시설을 운영하는 등 헌신적인 활동을 하고 있다. 성지는 동굴을 포함해서 동굴과 연결한 근처 수도꼭지를 통해 사람들에게 루르드 샘물을 나누어주고 있다. 그뿐만 아니라 루르드 의무국을 포함해 성모 마리아가 발현한 동굴 위에 대성당과 2채의 부속 성당을 세웠다. 루르드의 세 성당은 51헥타르에 달하는 땅을 차지하고 있으며, 스물두 개의 분리된 전례 공간을 갖고 있다. 순례지에서는 공식적으로 프랑스어, 영어, 이탈리아어, 스페인어, 네덜란드어, 독일어 등 총 6개국의 언어로 기도를 바친다.

## 같이 보기
- 루르드
- 성모 발현